# Ewen
Pour les articles homonymes, voir Ewen (homonymie).
 (juin 2009).
Si vous disposez d'ouvrages ou d'articles de référence ou si vous connaissez des sites web de qualité traitant du thème abordé ici, merci de compléter l'article en donnant les références utiles à sa vérifiabilité et en les liant à la section « Notes et références ».
Ewen (prononcé /e.wɛn/ en français) est un prénom breton de la région Bretagne.
D'origine étymologique incertaine, il est souvent apparenté au prénom Erwan.

## Étymologie
L'étymologie de Ewen est incertaine et plusieurs étymologies sont proposées.
L'Online Etymology Dictionary en fait un dérivé celtique du prénom grec Eugène, qui signifie « bien-né ». Dans Dictionnaire des prénoms celtiques, Albert Deshayes mentionne cette hypothèse aux côtés de celle qui voit le prénom dériver du prénom gaulois *Esugenos. Cette origine gauloise est défendue par François Falc'hun qui voit par ailleurs en Ewen et Erwan les dérivés d'un même prénom. Albert Deshayes conteste cette hypothèse d'une origine commune, arguant que Ewen, à l'instar d'autres prénoms bretons, ont été apparentés à Erwan en raison de la popularité de saint Yves mais qu'ils ne partagent probablement pas la même origine.
Comme Ewen est donc traditionnellement présenté comme une forme bretonne équivalente de Yves, 
il pourrait aussi selon certains partager une étymologie commune avec ce prénom français[réf. nécessaire]. Alors il tirerait son origine du nom d'un des arbres sacrés de la religion celte, l'if, nommé ywen en gallois, ivin en breton et *ivos en gaulois[réf. nécessaire].
Une hypothèse verrait un rapprochement de Ewen avec Ouen, nom du saint éponyme. Bien que le nom du saint est considéré comme ayant une origine germanique, Audwin, le rapprochement est alors étayé par l'existence à Bristol d'une église dédiée à saint Ouen et où il est appelé en anglais St Ewen. Mais le nom de ce saint est rendu en Bretagne dans l'église de Rosnoën, où il est le saint patron, sous le nom de saint Audoën.[réf. nécessaire]

## Fête
La Saint-Ewen est célébrée le 3 mai dans le calendrier breton. (Mais sa possible filiation avec le prénom Erwan pourrait la placer au 19 mai.)

## Ses traces et son culte dans la Bretagne actuelle
Le toponyme "Even", avec de nombreuses variantes, est assez fréquent en Bretagne :
- À Bégard, dans l'ancienne paroisse de Botlézan, existait une trève de Lanneven, dont le patron était un "saint Méen", présenté dans les légendes locales comme oncle de saint Dunet et dénommé par elles "Min" ou "Minic", qui serait en fait une déformation du nom de "Even" et n'aurait donc rien à voir avec le véritable saint Méen.
- À Plouégat-Moysan où une confrérie portait également le nom de "Lanneven"
- La paroisse, désormais commune, de Ploeven (Finistère).
- La paroisse, désormais Commune, de Plévin (Finistère)
- À Ploumagoar (Côtes-d'Armor) existe un hameau dénommé "La Rue-Saint-Neven" où se trouve une chapelle "Saint-Nevin".
- À Pleslin existe une chapelle "Sand-Ewen" ou "Sant-Dewen".
- À Plouhinec (Finistère) existe un lieu-dit "Loguéven"
- L'église de La Malhoure (Côtes-d'Armor) est dédiée à "saint Event"
- À Plonévez-Porzay (Finistère) a existé une chapelle (disparue), dédiée à "saint Even", ermite.
- À Rosnoën (Finistère), le saint éponyme est "saint Lohen" et l'église paroissiale est consacrée à "saint Audoën", deux variantes du même nom.